# Michael Carr-Hartley
Brian Carr-Hartley (ur. 3 lutego 1942) – kenijski strzelec, olimpijczyk. 
Brał udział w letnich igrzyskach olimpijskich w 1972 w Monachium i w letnich igrzyskach olimpijskich w 1984 w Los Angeles. Startował w trapie, w którym zajął odpowiednio 39. i 54–55. miejsce.
Jego starszy brat Brian również był strzelcem i olimpijczykiem.

## Wyniki olimpijskie
| Igrzyska | Konkurencja | Wynik       | Miejsce | Źródło |
| -------- | ----------- | ----------- | ------- | ------ |
| IO 1972  | Trap        | 178 punktów | 39.     | [ 1 ]  |
| IO 1984  | Trap        | 168 punktów | 54.–55. | [ 2 ]  |